# 斯奈德縣
斯奈德縣（英語：Snyder County）是美国宾夕法尼亚州中部偏東的一個縣，面積860平方公里。根據2020年美國人口普查，共有人口39,736人。縣治米德爾堡。該縣成立於1855年3月2日，縣名紀念第三任宾夕法尼亚州州长西蒙·斯奈德。